# Людина з країни Грін
«Людина з країни Грін» (рос. «Человек из страны Грин») — радянський телефільм (телеспектакль) режисера Тамари Павлюченко, поставлений у 1983 році за мотивами творів Олександра Гріна «Дорога в нікуди» і «Та, що біжить по хвилях». Телепрем'єра по Центральному телебаченню відбулася навесні 1983 року.

## Сюжет
Сирота Тіррей Давенант працює офіціантом в кафе «Відраза». Власник закладу Том Стомадор (у фільмі його персонаж об'єднаний з Адамом Кішлотом з повісті) — хороша людина, великий фантазер, однак обивателі не розуміють його жарти, в результаті кафе пустує. Але одного разу тут зустрічаються збирач вуличного фольклору Орт Галеран і дочки філантропа Футроза. Галеран просить дівчаток влаштувати долю хлопчика, ті погоджуються, і сам Футроз з ентузіазмом береться за це. Однак, несподівано з'являється батько Тіррея Франк — п'яниця, що опустився — який спершу намагається вимагати гроші у багатія, а потім ображає його. Тіррен зникає з міста, не в силах дивитися в очі Футрозу.
Минуло кілька років. Молода людина Джемс Гравелот купує у Тома Стомадора невеликий трактир на узбережжі. Одного разу туди приїжджає син губернатора Георг Ван-Коннет зі своїми дружками і коханкою. Тут він ображає дочку дрібного торговця Баркета Марту, і Гравелот викликає Ван-Коннета на дуель. Однак Георгу, який збирається незабаром одружитися з дочкою багатого торговця Консуелою Хуарес, поєдинок зовсім не потрібен. Його підручний Сногден береться залагодити справу — він влаштовує напад митників на заклад Гравелота, в ході якого кілька людей гинуть. У всьому звинувачують Гравелота, якого в ході прискореного судового процесу засуджують до смерті.
Галеран і Стомадор знають, що Гравелот — це Тіррей Давенант, і намагаються врятувати юнака. Орт намагається переконати Баркетів сказати правду, однак продавець і його дочка, підкуплені Сногденом, наполегливо мовчать. Стомадор намагається зробити підкоп до в'язниці. Галерану ж вдається вмовити Консуелу переконати майбутнього тестя помилувати Тіррея. Несподівано її підтримує і губернатор, Георг Ван-Коннет, якому повідомили, що Давенант тяжко захворів. Юнак вмирає в тюрмі.

## У ролях
- Антон Яковлєв — Тіррей Давенант в 11 років
- Олександр Сергєєв —  Джемс Гравелот / Тіррей Давенант
- Євген Євстигнєєв —  Франк Давенант
- Олексій Петренко —  Том Стомадор, власник кафе «Відраза», згодом — трактиру «Суша і море»
- Ігор Ясулович —  людина на дорозі
- Юрій Гребенщиков —  Орт Галеран
- Юрій Богатирьов —  Урбан Футроз
- Ірина Тельпугова —  Роена Футроз, дочка Урбана
- Катерина Діденко —  Еллі Футроз, дочка Урбана, в дитинстві
- Галина Соколова —  Уранія Тальберг, гувернантка
- Ірина Юревич —  Консуела Хуарес
- Михайло Боттінг —  Георг Ван-Коннет в юності
- Олена Глєбова —  Лаура, коханка Георга
- Микола Алексєєв — Август Ван-Коннет
- Борис Дьяченко —  Георг Ван-Коннет
- Олександр Дік —  Сногден, підручний Ван-Коннета
- Віктор Сергачов —  Баркет
- Марина Хазова —  Марта, дочка Баркета
- Поліна Медведєва —  Еллі Футроз
- Максим Пучков —  звільнився працівник кафе
- Олексій Мяздриков — епізод
- Михайло Басов — епізод
- Анатолій Семенов — епізод

## Знімальна група
- Режисер — Тамара Павлюченко
- Сценарист — Вадим Коростильов
- Оператор — Дмитро Гуторін
- Композитори — Геннадій Гладков, Сергій Анашкін
- Художник — Валерій Вейцлер